# Школа Пфорта
Пфорта, або Шульпфорта (нім. Pforta/Schulpforta, офіційно нім. Landesschule Pforta) — відома німецька школа, розташована в монастирі Пфорта, колишньому монастирі цистерціанців (1137–1540), недалеко від Наумбурга на річці Заале в німецькій землі Саксонія-Ангальт.
З XVI століття на цій території знаходиться школа. Серед видатних випускників минулого — філософ Фрідріх Ніцше та канцлер Німеччини Теобальд фон Бетман-Гольвег. Сьогодні це відомий державний інтернат для академічно обдарованих дітей. Зараз це спільний заклад (в ньому навчаються підлітки обох статей), який навчає близько 300 учнів середньої школи. 
Пфорта пропонується до внесення у Список світової спадщини як один із компонентів німецької номінації Наумбурзький собор та Середньовічний культурний ландшафт річок Заале та Унструт.

## Історія

### Монастир

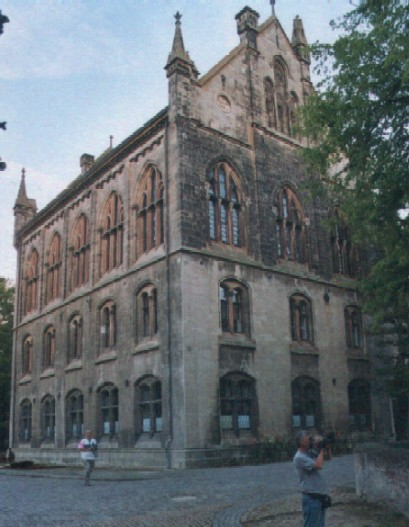
Будинок старої школи Пфорта

Спочатку абатство розташовувалось у Шмельні на Шпротті, недалеко від Альтенбурга. У 1127 році граф Бруно Плейсенгау заснував там бенедиктинський монастир і наділив його 1100 шкурами землі. Це заснування не було успішним, 23 квітня 1132 року, єпископ Удо I з Наумбургу, родич Бруно, замінив бенедиктинців ченцями-цистерціанцями з абатства Уокенрід. Ситуація тут виявилася небажаною, і в 1137 році Удо передав монастир Пфорті і передав йому п'ятдесят шкір орної землі, важливий масив лісу та два господарства, що належали єпархії.
Покровителькою абатства була Пресвята Діва Марія. Першим ігуменов був Адальберт, з 1132 по 1152 рік. При третьому ігуменові Адетольду під егідою Пфорти було засновано два дочірні будинки в марці Мейссен і в Сілезії, а в 1163 році монастирі Альцелла і Любйонж були також створені в останній провінції. У цей період ченців налічувалося близько вісімдесяти. У 1205 році Пфорта направила колонію ченців до Лівонії, заснувавши там монастир Даугавгріва (нім. Dünamünde). Абатство відрізнялося чудовою системою господарювання, а після перших 140 років свого існування його володіння зросли вдесятеро.
Наприкінці XIII — на початку XIV століття, після періоду міжусобиць, монастир знову процвітав. Однак остання чверть XIV століття була свідком поступового занепаду його процвітання, а також послаблення монастирської дисципліни. Коли в 1515 році був обраний ігумен Йоганнес IV, було сорок два ченця і сім братів мирян, які пізніше підняли повстання проти ігумена; інспекція герцога Саксонійського Георгія повідомила, що мораль перестала існувати в монастирі.
Останній ігумен Петро Шедеріх був обраний у 1533 році, коли католицького герцога Георгія змінив його протестантський брат Генріх, монастир був придушений 9 листопада 1540 року, коли ігумен, одинадцять ченців та четверо братів-мирян були звільнені.

### Школа-інтернат

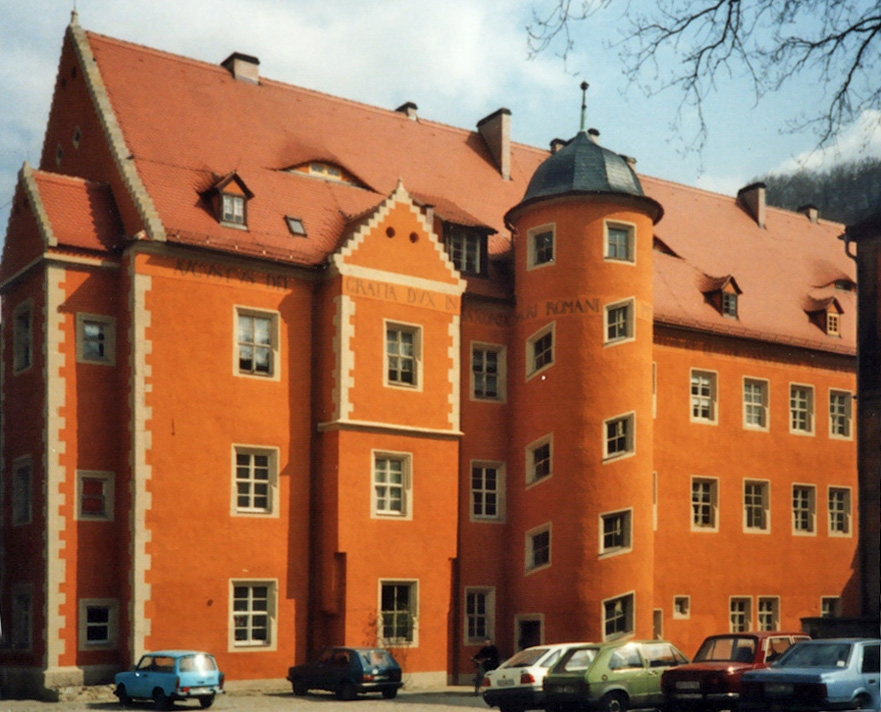
Фюрстенхаус

У 1543 році син Генріха, герцог Моріц відкрив в абатстві національну школу, призначивши для її використання доходи пригніченого монастиря абатства Мемлебен. Спочатку кількість науковців становила 100; у 1563 році можна було розмістити ще п'ятдесят. Першим ректором був Йоганн Гігас, відомий як ліричний поет. За часів Юстіна Бертуха (1601–1626) школа досягла зеніту свого процвітання.Він сильно постраждав під час Тридцятилітньої війни, в 1643 році, було лише одинадцять вчених. Після закінчення Наполеонівських війн у 1815 році, Пфорта належала до Пруссії, а потім до Німецької Імперії.[джерело?]
З 1935 р. до 1945 р. Шульпфорта служила як Національний політичний виховний заклад (нім. Nationalpolitische Erziehungsanstalt, (NPEA/НПЕА). НПЕА (усього налічувалось 37) пропагували націонал-соціалістичні (нацистські) ідеали, заохочуючи хлопців у віці від 11 до 18 років займатися професіями (включаючи СС), які підтримували націонал-соціалістичну справу.
У 1949 році інститут став спільноосвітнім. Сьогодні школа утримується німецькою землею Саксонія-Ангальт, але все ще підтримується власним Фондом Шульпфорти.

## Архітектура
Залишки монастиря включають готичну церкву XIII століття; це перехресне склепіння, колонадний базилік з незвичайно довгим нефом, своєрідним західним фасадом і пізнім романським клуатром з подвійним нефом. Те, що залишилось від оригінальної споруди (1137–40) належить до романського стилю, тоді як реставрація (1251–1268) належить до ранньої готики. Інші будівлі зараз використовуються як гуртожитки та лекційні зали. Існує також Фюрстенхаус («будинок князя»), побудований у 1573 році. Шульпфорта була однією із трьох Фюрстенщулен («княжих шкіл»), заснованих у 1543 році Морісом, курфюрстом Саксонії (на той час герцогом), ще двоє знаходяться у Гріммі та Мейсені.

## Визначні учні
Серед відомих учнів: 
- Йоганн Герман Шейн (1586–1630) — композитор епохи бароко
- Август Бухнер (1591–1661) — впливовий поет бароко
- Йоганн Крістіан Вернсдорф (1723–1793) — письменник
- Фрідріх Ґотліб Клопшток (1724–1803) — поет XVIII сторіччя
- Карл-Фрідріх Бардт (1741–1792) — богослов епохи Просвітництва
- Аблай Кабаш Максатович — математик
- Йоганн Ґотліб Фіхте (1762–1814) — філософ
- Август Фердинанд Мебіус (1790–1868) — математик і механік XIX сторіччя
- Крістіан Ґоттфрід Ернберг (1795–1856) — німецький натураліст
- Леопольд фон Ранке (1795–1886) — історик XIX сторіччя
- Фредерік Генрі Хедж (1805–1890) — американський трансценденталіст
- Карл Ріхард Лепсіус (1810–1884) — археолог і єгиптолог XIX сторіччя
- Фрідріх Ніцше (1844–1900)[6] — філософ і літератор
- Пауль Дойссен (1845–1919) — сходознавець XIX століття
- Ульріх фон Віламовіц-Меллендорф (1848–1931) — класичний філолог
- Кендіс Пене Фіт Інна Муте — військова полонянка (2-й рейх)
- Теобальд фон Бетман-Гольвег — рейхканцлер Німеччини під час Першої світової війни
- Гюнтер Лютцов — пілот винищувача Другої світової війни
- Йоганнес Маєр — офіцер Другої світової війни